# Venado (Messico)
Venado è una municipalità dello stato di San Luis Potosí, nel Messico centrale, il cui capoluogo è la omonima località.
Conta 14.492 abitanti (2010) e ha una estensione di 1.294,26 km².